# Rådmansvången
Rådmansvången is een deelgebied (Delområde) in het stadsdeel Centrum van de Zweedse stad Malmö. In 2013 was het aantal inwoners van dit stadsdeel 6844.
Het gebied behoorde ooit tot het stadsdeel Södra Förstaden. Het gebied ligt tussen de straten Pildammsvägen en Bergsgatan ten zuiden van de straat Föreningsgatan. Het bestaat uit vrijstaande gebouwen in baksteen, gebouwd vanaf de late jaren 1800 en later. De gebouwen zijn voornamelijk flatgebouwen met woningen en kantoren. In het gebied liggen de Malmö konsthall en de Sint Johanneskerk.

## Galerij

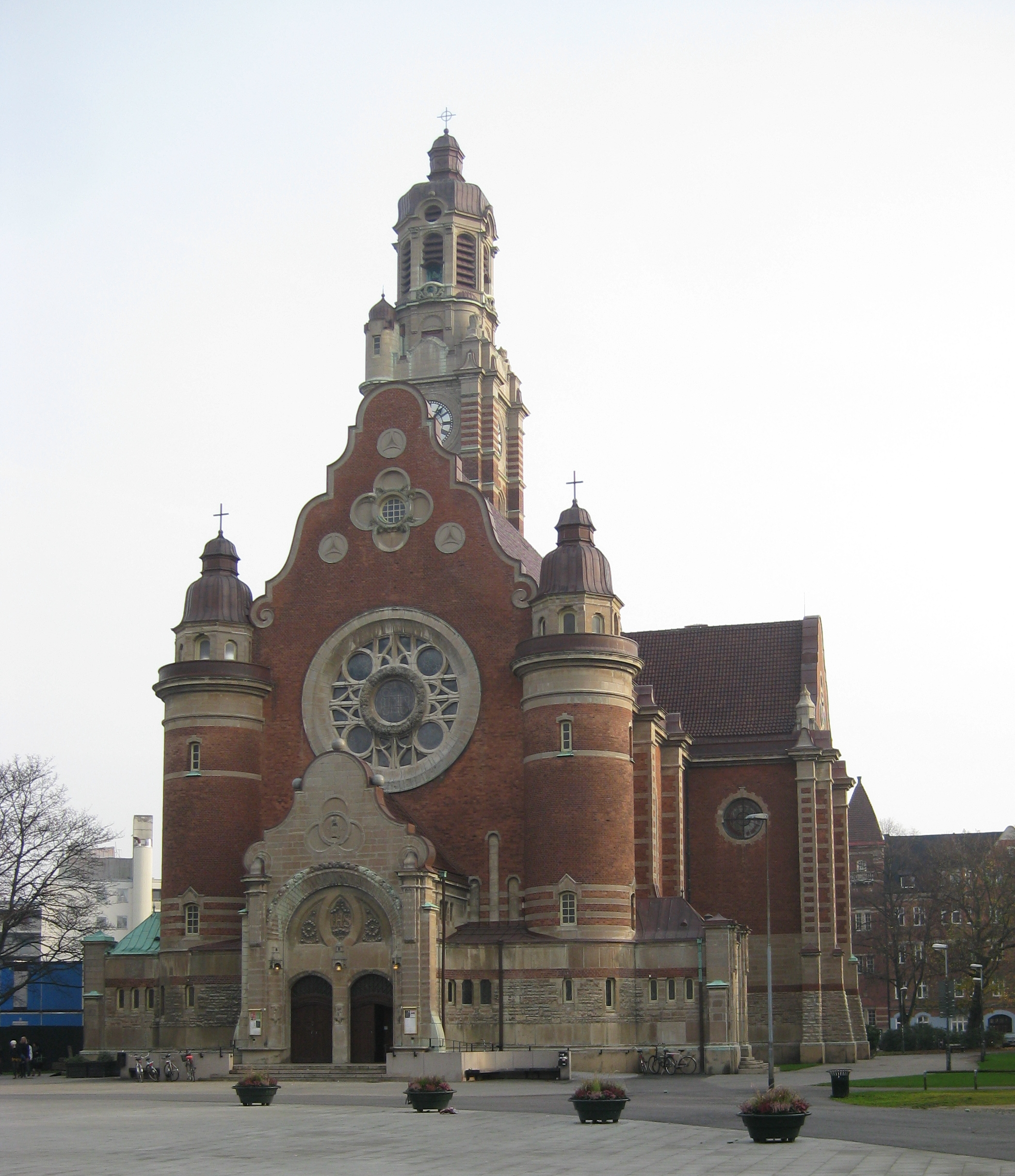
Sint Johanneskerk
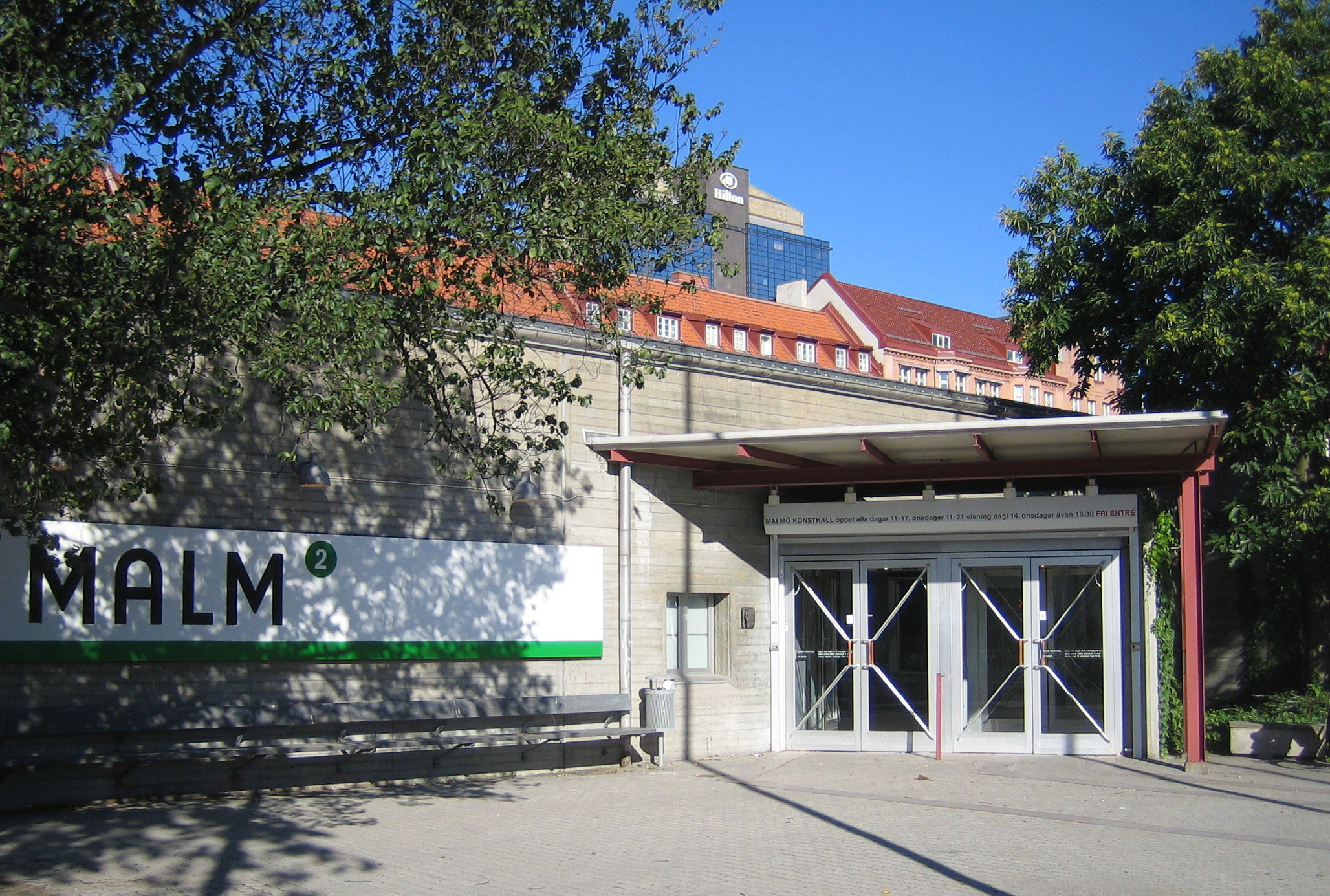
Entree van de Malmö konsthall